# Стерлавкі-Великі
Стерлавкі-Великі (пол. Sterławki Wielkie, нім. Groß Stürlack) — село в Польщі, у гміні Рин Гіжицького повіту Вармінсько-Мазурського воєводства.
Населення — 444 особи (2011).
У 1975-1998 роках село належало до Сувальського воєводства.

## Демографія
Демографічна структура станом на 31 березня 2011 року:
|          | Загалом | Допрацездатний вік | Працездатний вік | Постпрацездатний вік |
| -------- | ------- | ------------------ | ---------------- | -------------------- |
| Чоловіки | 213     | 35                 | 152              | 26                   |
| Жінки    | 231     | 48                 | 124              | 59                   |
| Разом    | 444     | 83                 | 276              | 85                   |